# Pogonistes
Pogonistes — род жужелиц из подсемейства Trechinae.

## Описание
Тело узкое, мелкое (не превышает 6 мм). Зубец подбородка узкие, чуть короче боковых лопастей.

## Систематика
В составе рода:
- Pogonistes angustus (Gebler, 1829)
- Pogonistes convexicollis (Chaudoir, 1871)
- Pogonistes depressus (Motschulsky, 1844)
- Pogonistes gracilis (Dejean, 1828)
- Pogonistes liliputanus (Apfelbeck, 1904)
- Pogonistes rufoaeneus (Dejean, 1828)
- Pogonistes testaceus (Dejean, 1828)